# La Chambre de l'évêque
Pour plus de détails, voir Fiche technique et Distribution.

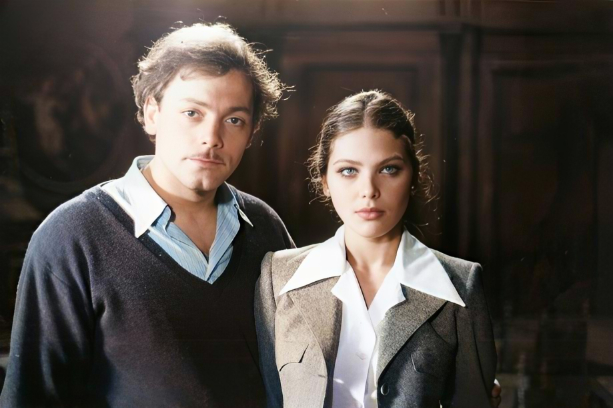
Patrick Dewaere et Ornella Muti en Italie, sur le tournage du film, à l'automne 1976.

La Chambre de l'évêque (titre original : La stanza del vescovo) est un film franco-italien réalisé par Dino Risi, sorti en 1977.

## Synopsis
En 1946, Marco s'amuse et navigue sur le Lac Majeur. Lors d'une escale il se fait aborder par Maître Orimbelli qui semble s'ennuyer. Ce dernier l'invite à dîner chez lui et lui présente sa femme irascible et sa belle-sœur Matilde, dont le mari est mort à la guerre. Orimbelli insiste pour que Marco reste dormir dans la plus belle chambre de la villa : la chambre de l'évêque. Le lendemain, Marco, qui doit aller rejoindre Charlotte, une amie, trouve Orimbelli qui l'attend sur son bateau. Celui-ci, jouant l'apitoiement, lui force la main pour profiter du voyage. Marco cède. Il ne tardera pas à découvrir qu'Orimbelli est prêt à tout pour arriver à ses fins avec les femmes qui passent à sa portée.

## Fiche technique
- Titre : La Chambre de l'évêque
- Titre original : La stanza del vescovo
- Réalisation : Dino Risi
- Scénario : Leonardo Benvenuti, Piero De Bernardi et Dino Risi d'après le roman de Piero Chiara
- Photographie : Franco Di Giacomo
- Montage : Alberto Gallitti
- Musique : Armando Trovaioli
- Costumes : Orietta Nasalli-Rocca
- Producteurs : Giovanni Bertolucci et Enrico Lucherini
- Société(s) de production : Carlton Film Exports, Merope, S.N. Prodis
- Pays d'origine :  Italie |  France
- Langue : italien
- Format : Couleur — 35 mm — 1,85:1 — Son : Stéréo
- Genre : Comédie dramatique
- Durée : 110 minutes (1 h 50)
- Dates de sortie : 
  - Italie : 18 mars 1977
  - France : 13 mai 1977 (Festival de Cannes) | 14 septembre 1977 (sortie nationale)
  - Canada : août 1977 (Festival des films du monde de Montréal)

## Distribution
- Ugo Tognazzi : Temistocle Orimbelli (VF : Jacques Deschamps)
- Ornella Muti : Matilde Scrosati, veuve Berlusconi
- Patrick Dewaere : Marco Maffei
- Lia Tanzi : Landina
- Gabriella Giacobbe : Cleofe
- Katia Tchenko : Charlotte
- Karina Verlier : Germaine
- Marcello Turilli : Angelo

## Lieux de tournage
Le film a été tourné en Italie :
- Piémont (Verbania, Stresa, Cannobio, Baveno)
- Lombardie (Leggiuno)

## Sortie et accueil
Présenté en ouverture du festival de Cannes 1977, La Chambre de l'évêque est aussitôt descendu et sifflé pour sa piètre qualité en France. De plus, Patrick Dewaere choque en se désolidarisant du film : « J'espère que ça ne marchera pas. S'ils avaient suivi le scénario, qui était génial, le film aurait probablement été génial. Je ne suis plus qu'un jeune trou-du-cul avec des yeux énamourés. Tout le film est sur Ugo Tognazzi et il n'a pas été à la hauteur de la couverture qu'il tire ».
Le film passe inaperçu en France avec 160 000 entrées, mais est un succès commercial en Italie avec 4 487 575 entrées, se hissant à la cinquième place du box-office italien.